# Hemiteles priscus
Hemiteles priscus är en stekelart som beskrevs av Charles Thomas Brues 1910. Hemiteles priscus ingår i släktet Hemiteles och familjen brokparasitsteklar. Inga underarter finns listade i Catalogue of Life.